# Sabana

Distribució geogràfica del bioma de la sabana.

La sabana és un bioma terrestre. És un terme d'origen centreamericà però que s'estén també pels altres continents i que s'adapta a les diferents característiques bioclimàtiques. En principi es refereix a una extensió de gramínies intercalada amb grups d'arbres.
Una sabana és un ecosistema mixt de bosc-prat caracteritzat perquè els arbres estan prou espaiats perquè el dosser arbori no es tanqui. El dosser permet que arribi prou llum al terra per suportar una capa herbàcia ininterrompuda que consisteix principalment en gramínies. Existeixen quatre formes de sabana; bosc de sabana on els arbres i arbustos formen un dosser lleuger, sabana d'arbres amb arbres i arbustos dispersos, sabana arbustiva amb arbustos distribuïts, i sabana herbosa on els arbres i els arbustos són majoritàriament inexistents.
Les sabanes mantenen un dosser obert malgrat comptar amb una gran densitat d'arbres Les sabanes presenten arbres molt espaiats i dispersos. Tanmateix, a moltes sabanes, les densitats d'arbres són més altes i els arbres estan més regularment espaiats que als boscos. Els tipus de sabana sud-americans cerrado sensu stricto i cerrado dense solen tenir densitats d'arbres similars o superiors a les que es troben als boscos tropicals sud-americans, amb sabanes que oscil·la entre 800 i 3300 arbres per hectàrea i boscos adjacents amb 800–2000 arbres/ha. De la mateixa manera, la sabana guineana té 129 arbres/ha, en comparació amb els 103 dels boscos de ribera, mentre que els boscos esclerofil·les d'Austràlia oriental tenen densitats mitjanes d'arbres d'aproximadament 100 per hectàrea, comparables a les sabanes de la mateixa regió.

## Clima
La sabana és una praderia dins un clima tropical. Hi acostuma a haver-hi arbres i arbusts dispersos, però hi domina la vegetació herbàcia.
El clima calent de la sabana té un dèficit hídric més o menys acusat. Malgrat que la precipitació anual pot ser major que l'evapotranspiració, normalment hi ha una estació seca, que dura un mínim de 8 setmanes, en què la pluviometria és molt baixa o inexistent, i una estació humida en els mesos amb pluja suficient per al creixement de la vegetació. El total de pluja és molt variable, des de 250 a 2.000 litres l'any. Algunes sabanes s'inunden temporalment pel drenatge lent o per la crescuda de rius o llacs.
Les temperatures a les sabanes són molt altes sense gaire variació al llarg de l'any (hi ha més variació entre el dia i la nit). Cap al final de l'estació seca, és quan fa més calor. La pluja cau amb una temperatura molt elevada i el que fa baixar més la temperatura és la de major nuvolositat. En alguns casos, es troben en altiplans a alçades de més de 2.000 metres i, aleshores, les temperatures disminueixen aproximadament 0,5 graus Celsius per cada 100 metres d'increment d'altitud.

## Vegetació

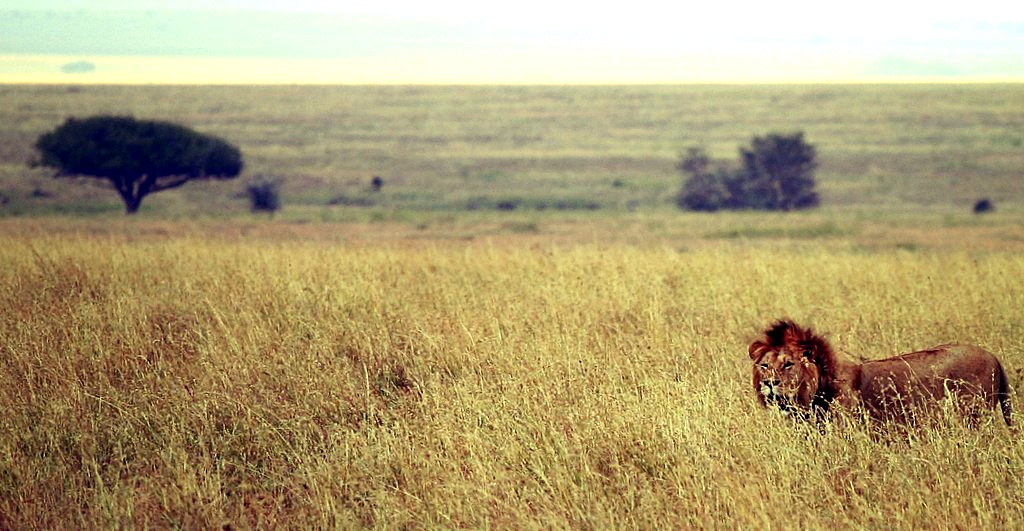
Lleó a la sabana.

Les herbes de la sabana són gramínies de dimensions variades i pertanyen a gèneres com ara Andropogon, Paspalum, Axonopus, etc., diferents d'altres praderies de clima temperat.Alguns gèneres comuns a les sabanes africanes com Hyparrhenia (albellatge) i Andropogon (albellatge distaquí) també es troben, però, a la regió mediterrània, com un record de la flora que hi havia en el terciari (amb, aleshores, un clima tropical).
Els arbres, palmeres i arbusts també pertanyen a famílies i gèneres de distribució exclusivament tropical (Curatella, Bowdichia, Acacia). Alguns arbres perden la fulla en l'estació seca i floreixen una mica abans de l'arribada de l'estació humida.

## Fauna
La vida animal de la sabana està dominada pels herbívors que poden desplaçar-se en grans migracions a la recerca de pastures fresques, i entre totes les espècies s'estableix una cadena tròfica completa i autosostinguda.

## Característiques
Les sabanes estan molt afectades pels incendis al final de l'estació seca que, sovint, són d'origen antropocènic per tal que la nova herba creixi adobada amb les cendres. Exemples d'aquestes pràctiques les trobem a Austràlia o Brasil.
Algunes sabanes són una formació natural i, aleshores, és un paisatge intermedi entre el bosc tropical i l'estepa, i són originades principalment pel clima. D'altres tenen la seva explicació en la presència d'una capa impermeable a poca profunditat del sòl (com en els llanos de Venezuela). Finalment, altres sabanes es consideren fetes per mà humana (antròpiques). La dabana.

## Ecoregions de Sabana
Podem distingir simplement la sabana oberta, on predomina l'herba i on els arbres són rars; i la sabana boscosa, on els arbres són més densos, vorejant un bosc o bosc obert. Comprenen ecoregions específiques de sabana de diversos tipus:
- Sabanes tropicals: Les sabanes tropicals es classifiquen amb pastures i arbustos tropicals i subtropicals com el bioma de les praderies, les sabanes i els arbustos tropicals i subtropicals.[12] Les sabanes d'Àfrica, inclosa la del Serengeti,[13] famosa per la seva fauna, són típiques d'aquest tipus. També inclouen en aquesta categoria la sabana brasilera (Cerrado), coneguda per la seva flora exòtica i variada. Altres exemples els trobem en la sabana tropical de Kimberley, els boscos de miombo del Zambezi central, el mosaic de la sabana del bosc de Guinea, la sabana tropical de la península del Cap de York, els matollars d'Acàcia de Somàlia–Commiphora, la sabana i les praderies de Terai–Duar i el mosaic de la sabana de la conca Victòria.
- Sabanes subtropicals i temperades: Són les sabanes de latitud mitjana amb estius més humits i hiverns més secs. Es classifiquen com a sabanes i arbustos temperats com el bioma de praderies, sabanes i matollars temperats,[14] que per exemple cobreixen gran part de les praderies del sud-est d'Austràlia, el nord de l'Índia, el sud d'Àfrica, el sud-est d'Argentina i l'Uruguai. Exemples de sabanes subtropicals i temperades inclouen la sabana temperada del sud-est d'Austràlia, l'Espinal argentí,[15] la pampa,[16] el bosc de la plana de Cumberland, la sabana mesopotàmica del con sud, el bosc herbós de menta de Nova Anglaterra i la sabana uruguaiana.
- Sabanes mediterrànies: Són les sabanes de latitud mitjana a les regions de clima mediterrani, amb hiverns suaus i plujosos i estius calorosos i secs, que formen part del bioma de boscos mediterranis,[17] amb arbres i matolls. Les sabanes d'alzines de Califòrnia, que formen part de l'ecoregió de boscos i chaparrals de Califòrnia, entren en aquesta categoria, així com les praderies temperades d'Austràlia Meridional, que cobegen els eucaliptus. Parts de l'estepa de l'Orient Mitjà[18] i el bosc del mediterrani oriental[19] amb de coníferes, esclerofil·les de fulla ampla de la Mediterrània oriental també poden presentar paisatges semblants a la sabana.
- Sabanes inundades: Són les sabanes inundades de manera estacional o permanent durant tot l'any. Es classifiquen amb les sabanes inundades com els praderies i sabanes inundades, que es produeix principalment als tròpics i subtròpics. Alguns exemples inclouen els Everglades,[20] els aiguamolls de Mesopotàmia,[21] el Pantanal, la sabana inundada del delta del Nil, la sabana inundada del llac Txad, les praderies inundades de Zambeze[22] i el Sudd.
- Sabanes muntanyoses: Són les sabanes d'altitud mitjana i alta, situades en alguns punts de les regions d'alta muntanya del món, que formen part del bioma de les praderies i matollars de muntanya. La sabana de Bogotà, situada a una altitud mitjana de 2.550 metres a l'Altiplà Cundiboyacense,[23] Serralada Oriental de Colòmbia als Andes, és un exemple de sabana de muntanya. Les sabanes de l'ecoregió de Boscos i sabana de l'Escarp d'Angola són un exemple d'altitud inferior, fins a 1.000 metres. Altres exemples comprenen els boscos muntanyosos d'Al Hajar i la part sud de l'estepa muntanyosa d'Anatòlia oriental. També les muntanyes i praderies d'Etiòpia[24] o les muntanyes i praderies del sud de Nova Zelanda.[25]